# Selenge Kimoto
Selenge Kimoto (ur. 15 sierpnia 1966) – kolarz szosowy z Demokratycznej Republiki Konga, uczestnik letnich igrzysk olimpijskich.
Kimoto reprezentował Demokratyczną Republikę Konga na letnich igrzyskach olimpijskich podczas igrzysk 1992 w Barcelonie. Wystartował  w wyścigu indywidualnym ze startu wspólnego, którego nie ukończył.